# Herz Jesu (Höhenrain)

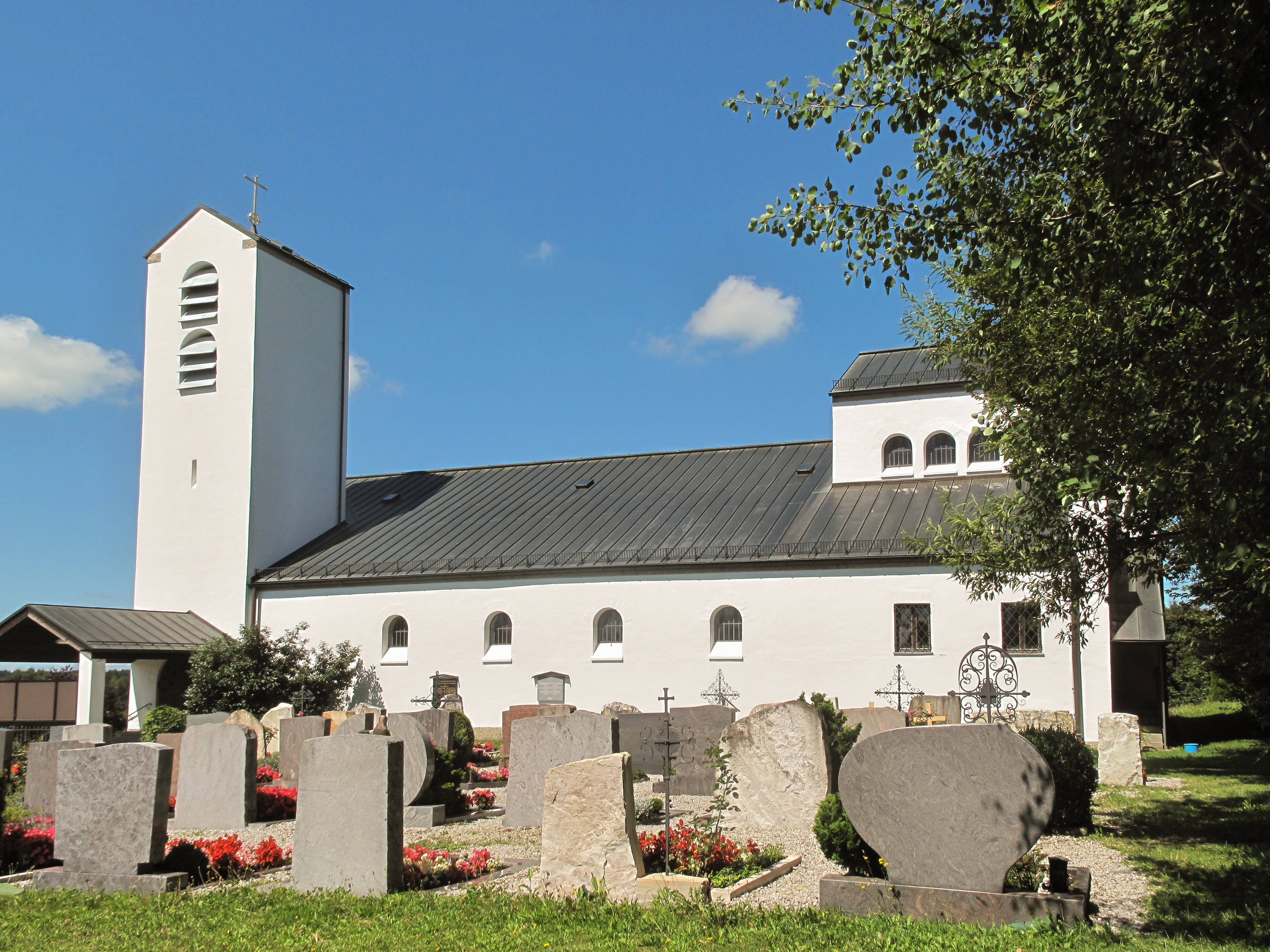
Pfarrkirche Herz Jesu

Die römisch-katholische Kirche Herz Jesu in Höhenrain, Gemeinde Berg, ist eine Pfarrkirche im Pfarrverband Aufkirchen. 

## Geschichte und Architektur
Eine erste Kirche in Höhenrain wurde bereits im Jahr 817 erwähnt. Obwohl die Vorgängerkirche mehrfach erweitert wurde, wurde sie wegen des starken Bevölkerungszuwachses nach dem Zweiten Weltkrieg zu klein, und ein Neubau wurde beschlossen. Von 1947 bis 1950 entstand eine Saalkirche mit betontem Altarraum nach Entwurf des Münchner Architekten Hansjakob Lill, die Einweihung erfolgte am 9. April 1950. Das alte Kirchlein wurde Anfang 1952 abgebrochen.

## Ausstattung
Aus der Vorgängerkirche wurden eine Marienfigur und die Holzfiguren des hl. Rochus von Montpellier und des hl. Sebastian übernommen, die Ende des 15. Jahrhunderts geschaffen wurden.

## Orgel

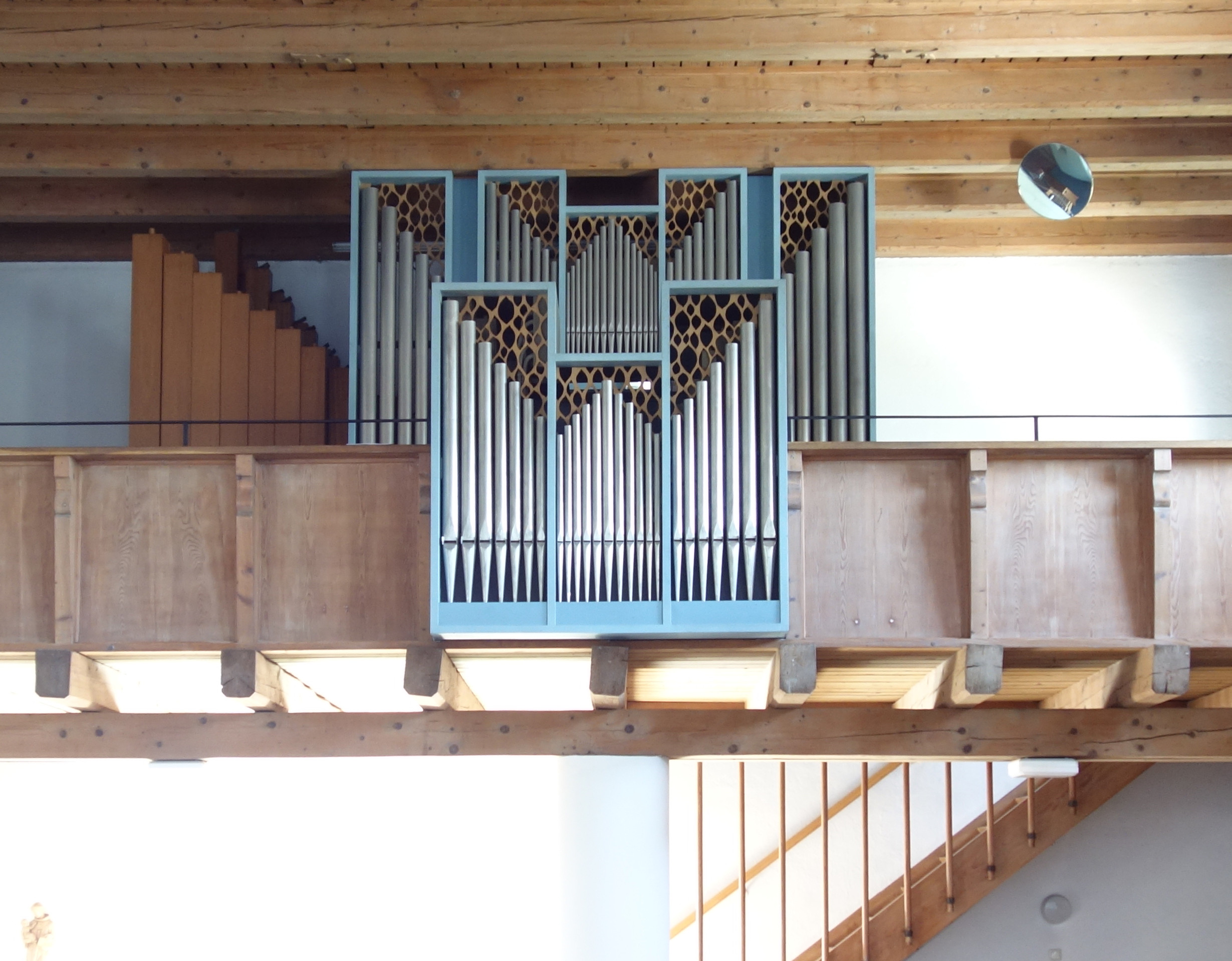
Ismayr-Orgel

Die Orgel mit 20 Registern auf zwei Manualen und Pedal wurde von Günter Ismayr 1975 gebaut. Die Disposition, die von Heinrich Wismeyer stammt, lautet:
| I Hauptwerk  |        |
| Prinzipal    | 8′     |
| Rohrflöte    | 8′     |
| Oktave       | 4′     |
| Kleingedeckt | 4′     |
| Nasat        | 2 ⁄3′  |
| Schwiegel    | 2′     |
| Terz         | 1 3⁄5′ |
| Mixtur V     | 1 ⁄3′  |

| II Rückpositiv |       |
| Holzgedeckt    | 8′    |
| Flöte          | 4′    |
| Prinzipal      | 2′    |
| Quinte         | 1 ⁄3′ |
| None           | 8⁄9′  |
| Scharf IV      | 1′    |
| Clarine        | 8′    |
| Tremulant      |       |

| Pedal       |             |
| Subbaß      | 16′         |
| Weitgedackt | 8′          |
| Oktavbaß    | 8′          |
| Choralflöte | 4′+2′+1 ⁄3′ |
| Posaune     | 16′         |

- Koppeln: II/I, I/P, II/P
- Bemerkungen: Schleifladen, mechanische Spiel- und Registertraktur

## Geläut
Die Kirche verfügt über vier Glocken, die im Glockenstuhl des Turms untergebracht sind. Sie wurden 1953 von Karl Czudnochowsky in Erding gegossen und bilden die Melodielinie eines Idealquartetts. Die Glocken im Einzelnen:
| Nr. | Material | Gussjahr | Gießer                     | Durchmesser [mm] | Gewicht [kg] | Schlagton (HT-1/16) |
| --- | -------- | -------- | -------------------------- | ---------------- | ------------ | ------------------- |
| 1.  | Euphon   | 1953     | Karl Czudnochowsky, Erding | 1.350            | 1.176        | d1+1                |
| 2.  | Euphon   | 1953     | Karl Czudnochowsky, Erding | 1.135            | 708          | f1+2                |
| 3.  | Euphon   | 1953     | Karl Czudnochowsky, Erding | 1.020            | 503          | g1+2                |
| 4.  | Euphon   | 1953     | Karl Czudnochowsky, Erding | 850              | 300          | b1+2                |